# Dugopolje
Dugopolje es una aldea en el condado de Split-Dalmacia en el sur de Croacia . Tiene 3.469 habitantes (censo de 2011) y se encuentra a unos 10 kilómetros de Split. En este momento, las áreas terrestres de Dugopolje son buscadas, lo que se debe a la fuerte expansión del parque industrial y la autopista A1 . 
Los habitantes son en su mayoría agricultores que ordenan sus viñedos y campos. Sin embargo, Dugopolje tiene algunas vistas, tales como una cueva de estalactitas, la motocicleta anual Alka o eventos como un rally de automóviles en el parque industrial . 

## Ubicación
El municipio de Dugopoglie se divide en 4 fracciones ( naselja ) que se enumeran a continuación. Entre paréntesis el nombre en italiano, generalmente obsoleto.
- Dugopolje ( Dugopoglie )
- Koprivno ( Copriono )
- Kotlenice ( Cotlenizze )
- Liska

## Enlaces web
- Página web de Dugopolje

- Datos: Q1021802

1. ↑  Worldpostalcodes.org,código postal n.º 21204.